# Ouaka
Pour l’article ayant un titre homophone, voir Waka.
Ouaka est l'une des 20 préfectures de la République centrafricaine.
Sa superficie est de 49 900 km2 pour une population de 276 710 habitants en 2003. Le chef-lieu de la préfecture est Bambari.
La préfecture d'Ouaka a pris le nom de la rivière Ouaka, affluent de l'Oubangui, qui la traverse du nord au sud.

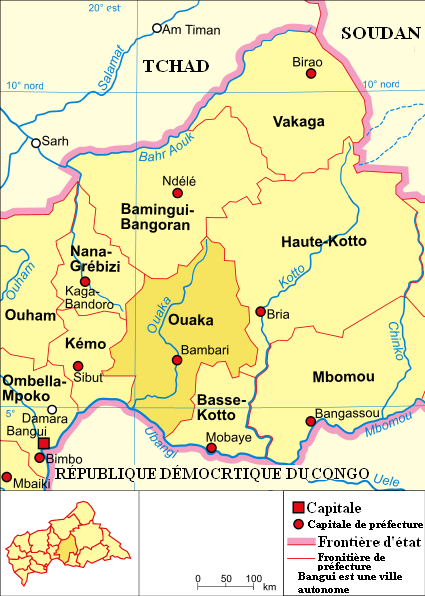

## Situation
La préfecture est située au sud de la partie centrale du pays, elle est limitrophe de cinq préfectures : Kémo, Nana-Grébizi, Bamingui-Bangoran, Haute-Kotto et Basse-Kotto, elle est au sud frontalière de la République démocratique du Congo.
| Nana-Grébizi | Bamingui-Bangoran | Haute-Kotto |
| Kémo         | Ouaka             |             |
|              | Nord-Ubangi       | Basse-Kotto |

## Histoire
C'est dans la colonie française de l'Oubangui-Chari que, le 5 octobre 1910, est instituée la circonscription de Kandjia-Kouango, avec Bambari pour chef-lieu. Le 31 juillet 1912, elle devient circonscription de Kouango, puis en 1918 elle prend le nom banda de la Ouaka. En juillet 1918, l'administrateur colonial Félix Éboué est en poste à Bambari, il dirige la circonscription pendant trois ans jusqu'en juillet 1921. La réforme administrative du 15 novembre 1934, instaure le vaste département de l’Oubangui-Ouaka qui englobe Mobaye, Fort-Sibut et Fort-Crampel. 
Après la Seconde Guerre mondiale, le 16 octobre 1946, est créée  la région de la Ouaka-Kotto dont Bambari demeure le chef-lieu.
En 1950, la région de la Ouaka-Kotto est divisée en deux : entre la majeure partie de la région qui devient la Ouaka et la partie sud-ouest qui devient la région de la Basse-Kotto avec pour chef-lieu Mobaye.
La région de la Ouaka devient la préfecture de la Ouaka après l'indépendance.

## Administration
La Ouaka constitue avec la Nana-Grébizi et la Kémo, la région des Kagas, numéro 4 de la République centrafricaine. 

### Sous-préfectures et communes
La Ouaka est divisée en cinq sous-préfectures et 16 communes :
| - Sous-préfecture de Bambari : - Bambari - Danga-Gboudou - Ngougbia - Pladama-Ouaka - Haute-Baïdou |  |  | - Sous-préfecture de Bakala : - Koudou-Bégo - Sous-préfecture de Grimari : - Grimari - Kobadja - Lissa - Pouyamba |  |  | - Sous-préfecture de Kouango : - Kouango - Azengué-Mindou - Cochio-Toulou - Sous-préfecture de Ippy : - Ippy - Baïdou-Ngoumbourou - Yéngou |

Les 16 communes de la Ouaka totalisent 860 villages.
| Sous-préfectures | communes           | superficie (km²) | population (hab. 2015) | villages (nbre 2003) | quartiers (nbre 2003) |
| Bakala           | Koudou-Bégo        | 11 431,84        | 10 285                 | 44                   | 0                     |
| Bambari          | Bambari            | 64,32            | 53 835                 | 0                    | 91                    |
| Bambari          | Danga-Gboudou      | 2 132,39         | 29 787                 | 111                  | 0                     |
| Bambari          | Haute-Baïdou       | 1 945,97         | 15 625                 | 72                   | 0                     |
| Bambari          | Ngougbia           | 1 530,93         | 12 789                 | 48                   | 0                     |
| Bambari          | Pladama-Ouaka      | 2 292,36         | 35 331                 | 122                  | 0                     |
| Grimari          | Grimari            | 98,44            | 17 003                 | 12                   | 22                    |
| Grimari          | Kobadja            | 814,29           | 14 999                 | 33                   | 0                     |
| Grimari          | Lissa              | 1 714,52         | 8 764                  | 41                   | 0                     |
| Grimari          | Pouyamba           | 2 406,97         | 7 509                  | 35                   | 0                     |
| Kouango          | Azengué-Mindou     | 2 771,74         | 31 813                 | 118                  | 0                     |
| Kouango          | Cochio-Toulou      | 3 297,35         | 29 558                 | 119                  | 0                     |
| Kouango          | Kouango            | 1 486,47         | 27 427                 | 89                   | 25                    |
| Ippy             | Baïdou-Ngoumbourou | 5 495,41         | 9 566                  | 45                   | 0                     |
| Ippy             | Ippy               | 556,73           | 20 667                 | 29                   | 35                    |
| Ippy             | Yéngou             | 11 058,24        | 18 204                 | 96                   | 0                     |

## Économie
La préfecture se situe dans la zone de cultures vivrières à mil et manioc dominants, maïs, courges et haricots. Les cultures commerciales sont le coton au nord, les palmiers à huile au sud, et la canne à sucre dans la région de Ngakobo. La pêche fluviale traditionnelle est pratiquée sur la rivière Ouaka. La région d'Ippy est une zone d'élevage bovin. Des mines d'or sont exploitées à Ndassima au nord de Bambari.